# Giovanni Girolamo Saccheri
Giovanni Girolamo Saccheri (1667-1733) là nhà toán học, linh mục, nhà triết học người Ý. Có thể ông đã có những ý tưởng đầu tiên về hình học phi Euclid. Mặc dù vậy, như nhiều nhà toán học khác, ông đã thất bại trong việc chứng minh định đề V. 

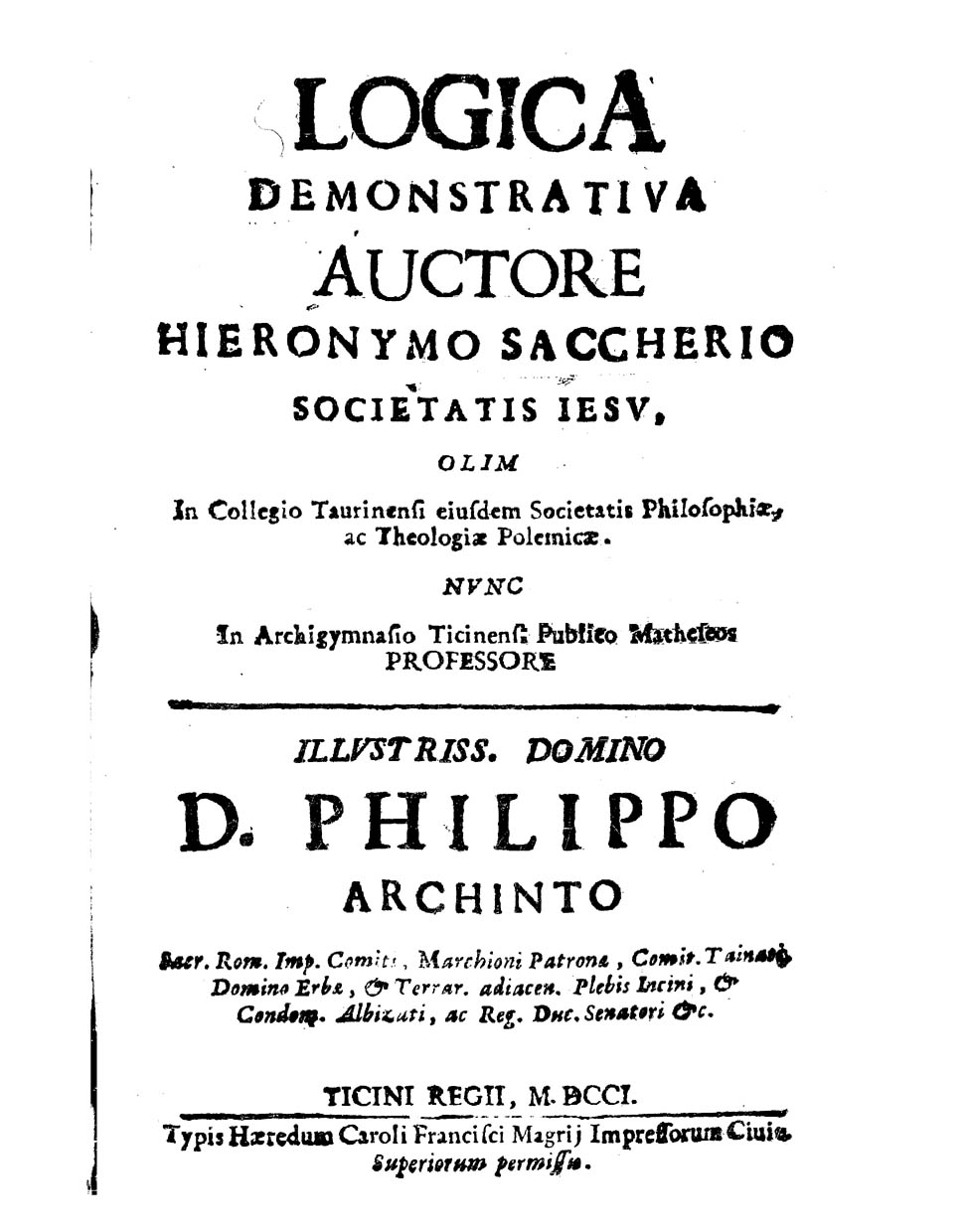
Logica demonstrativa, 1701